# فرهنگ اسپرانتو
فرهنگ اسپرانتو ناظر بر کلیهٔ شئونات فرهنگی برآمده از مشارکت اجتماعی قشرها مختلف بشری است که به مدد به‌کارگیری زبان بین‌المللی اسپرانتو پدید آمده‌است. انتشار بیش از ۲۵۰۰۰ کتاب، صدها مجله، و صدها میلیون صفحهٔ اینترنتی فعال به زبان اسپرانتو، برخورداری از برنامه‌های رادیویی و تلویزیونی ویژه، گروه‌های موسیقی رو به رشد، مجلات معتبری از قبیل موناتو (به اسپرانتو: Monato ) و تولید فیلم‌هایی به زبان اسپرانتو، در کنار برخورداری از یک ادبیات اگرچه - در مقایسه با زبان‌های ملی چندهزارساله - نوپا، اما درخشان (ازجمله نامزدی دریافت جایزه ادبی نوبل برای ادبای اسپرانتیست، مانند ویلیام الد و بالدور راگنارسون) در بین متکلمین این زبان، فرهنگی ویژه و پایدار به‌وجود آورده‌است.
هم‌چنین، بسیاری از اسپرانتیست‌ها از خدمات گذرنامه‌ای یا پاسپورتا سروو (به اسپرانتو: Pasporta Servo) در جهت مسافرت پربارتر و ارزان‌تر به اقصی نقاط جهان بهره می‌برند. برگزاری مرتب کنگره‌ها یا همایش‌های بین‌المللی و سالانهٔ اسپرانتو با شرکت به‌طور متوسط دو هزار نفر اسپرانتیست از بیش از ۶۰ کشور دنیا از سال ۱۹۰۵ تاکنون، یکی دیگر از نمودها یا نمودگاه‌های فرهنگ ریشه‌دار اسپرانتو است.